# Birth of a New Age

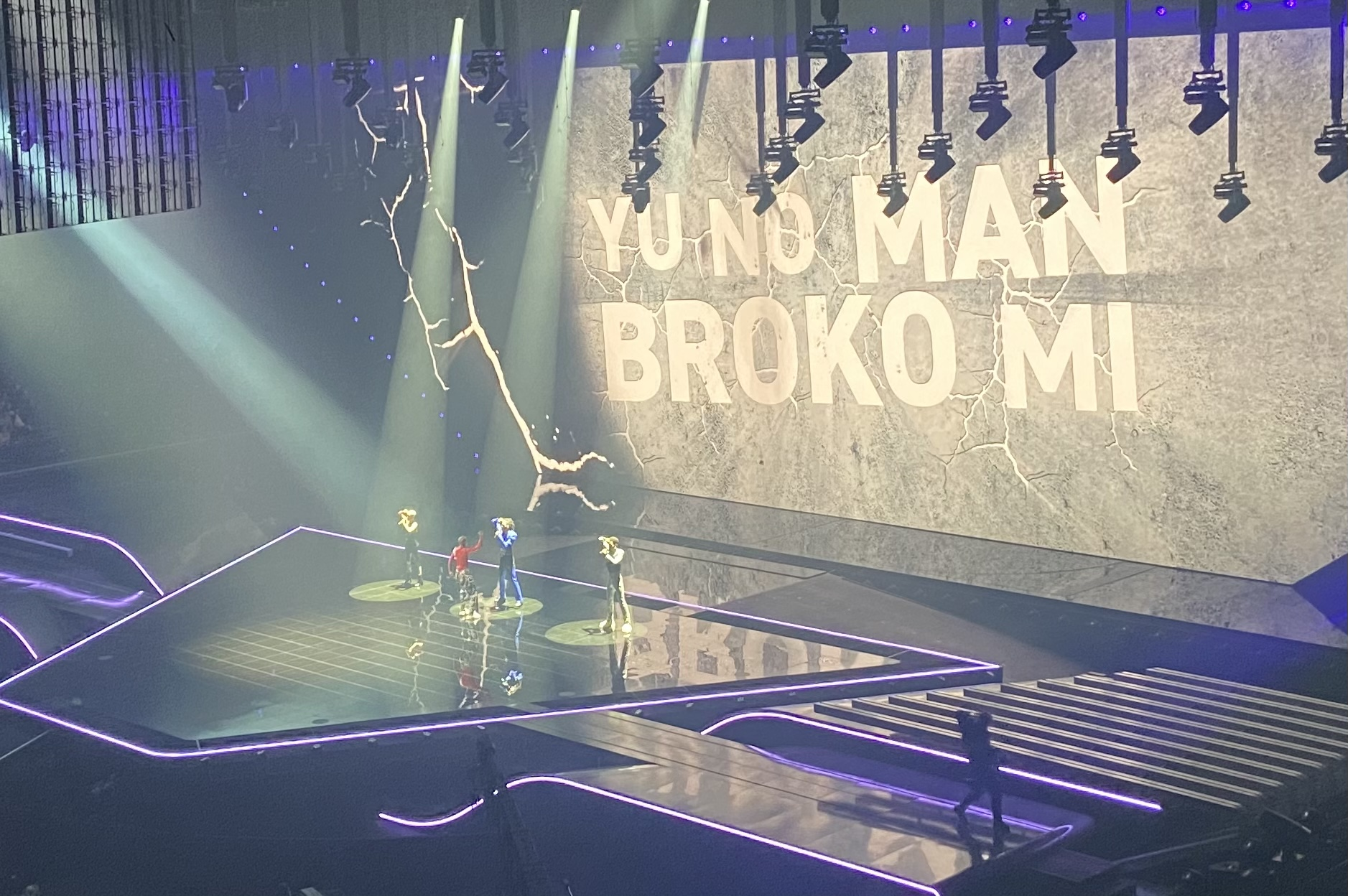
Выступление

«Birth of a New Age» (с англ. — «Рождение новой эры») — песня суринамского певица и автора песен Жангю Макроя, с которой представлял Нидерланды на конкурсе песни «Евровидение-2021». Песня была выпущена 4 марта 2021 года.

## Предыстория
Жанр «Birth of a New Age» — это соул в сочетании с перкуссией и обменом вызовами и ответами от кавины, жанра, который возник в Суринаме, родной стране Макроя. Хор состоит из шестидесяти голосов, записанных тремя певцами: Жангю Макроем, его братом-близнецом Ксилланом Макроем и певицей Милайсой Бривельд. Кроме того, в начале песни слышен голос коллеги-композитора Питера Перкина.
Основу песни составил Макрой, который закончил её 17 декабря 2020 года. Он продолжал работать над этим вместе с Питером Перкином. Сочиняя, Макрой и Перкин не начинали с определенной структуры песни, такой как стих-рефрен-стих-рефрен-переход-рефрен; вместо этого они строили её по частям и пробовали новые элементы, когда они появлялись. С хором в начале песни, таким образом, похоже, что песня имеет два рефрена и собственное окончание.

## Евровидение
18 марта 2020 года, сразу после отмены конкурса песни «Евровидение-2020», национальная телекомпания "АВРОРОС" объявила о своем намерении вновь провести конкурс песни «Евровидение-2021» и сохранить Макроя в качестве представителя страны на этом мероприятии.
Как принимающая страна, Нидерланды автоматически квалифицировались для участия в финале. Из-за пандемии COVID-19 мероприятие 2021 года проводился с небольшой тестовой аудиторией, получившей название "полевая лаборатория".

## Чарты
| Чарт (2020)                                | Высшая позиция |
| ------------------------------------------ | -------------- |
| Бельгия/Фландрия (Ultratip Bubbling Under) | 40             |
| Lithuania (AGATA)                          | 94             |
| Нидерланды (Dutch Top 40)                  | 37             |
| Нидерланды (Single Top 100)                | 30             |
| Suriname (Magic 10)                        | 1              |